# Casa Número Uno
Casa Número Uno (en portugués, Casa Número Um) es una residencia histórica ubicada en el Centro histórico de la ciudad de São Paulo (Brasil). Debe su nombre a estar ubicada en el n.º 1 de la antigua Rua do Carmo, actualmente 136-B de la Rua Roberto Simonsen. La Casa n.º 1 es una casa adosada de tres plantas construida donde existió una casa de tapial, cuyo primer propietario, según registros de 1689, fue Francisco Dias, siendo posteriormente vendida al pionero Gaspar de Godoy Moreira. En 1855 fue transformado en el Colegio Ateneu Paulistano y, con la muerte de su último director, fue vendido al mayor Benedito Antônio da Silva, responsable de la construcción de mampostería, y permanece así hasta hoy.
La casa unifamiliar de tres pisos, construida en el siglo XIX sobre la antigua estructura de los cimientos de tierra apisonada de un edificio del siglo XVII, es uno de los últimos remanentes de la arquitectura residencial urbana del siglo XIX en la ciudad de São Paulo. A lo largo de la historia, el inmueble ha servido como sede de varias instituciones públicas y privadas. Desde la década de 1970, está en manos de la Alcaldía de São Paulo, habiendo albergado el Archivo Histórico Municipal entre 1990 y 2000.
La Casa Número Uno es uno de los trece edificios históricos que componen el Museo de la ciudad de São Paulo, albergando el núcleo administrativo de esta institución, junto al Solar da Marquesa de Santos, Beco do Pinto y el Museo Padre Anchieta. Hoy, la residencia alberga el acervo iconográfico del municipio (Casa da Imagem ), estructurado por la Secretaría Municipal de Cultura como institución dedicada a la memoria fotográfica de la capital paulista.

## Historia
El inmueble, conocido con el nombre de la Casa Número Uno, está ubicado en el mismo lugar donde, hasta 1870, existió una casa de tapial (característica de todas las edificaciones de São Paulo), erigida en el siglo XVII. Según un documento de 1689, esta residencia perteneció a Francisco Dias. Según consta en el inventario referente al patrimonio del propietario, la residencia fue vendida, después de su muerte, al pionero Gaspar de Godói Moreira. Posteriormente, como menciona el inventario abierto en 1714, la propiedad pasó a los hijos y descendientes del pionero, quienes la usaron siempre como vivienda. El último de ellos fue el padre Antonio María de Moura, que murió en 1842.
Debido a la falta de interés de los herederos posteriores, la propiedad permaneció abandonada durante trece años. Fue entonces que, en 1855, por iniciativa de Júlio Mariano Galvão de Moura, descendiente del padre Antonio, se instaló en la propiedad el Colegio Ateneu Paulistano. Finalmente, tras la muerte de Júlio Mariano, la casa fue vendida a su último propietario, el mayor de la Guardia Nacional, Benedito Antônio da Silva. Este fue el mayor responsable de la actual construcción de la "la Casa Número Uno".
La ausencia de documentos no permite decir con certeza si la antigua residencia fue demolida o no. Sin embargo, referencias iconográficas de 1870 muestran que en el sitio existió una casa adosada de tres pisos, tal como es hoy, con un estilo indefinido. Por tanto, es probable que el mayor Benedito aprovechó la estructura de cimentación de tapial del antiguo edificio, levantando sobre él nuevos muros de mampostería de ladrillo. La nueva construcción también utilizó materiales que se volverían comunes en la arquitectura de São Paulo en ese momento, como marcos de pino de Riga y techos de tejas de estilo francés.
A finales del siglo XIX, en 1890, el inmueble sirvió como sede de la Estación Urbana Central y de la Sociedad de Inmigración. En 1894, tras ser adquirido por el Gobierno del Estado de São Paulo, el edificio pasó a ser la sede de la Companhia de Gás de São Paulo, que permaneció en el inmueble hasta 1910. Desde esa fecha hasta 1924 albergó varios cuerpos policiales estatales, como la jefatura de policía, la oficina de investigaciones y capturas, el consultorio médico legal y la primera comisaría auxiliar. La casa siguió siendo propiedad de la Policía de São Paulo hasta 1970, habiendo sufrido varias remodelaciones y reparaciones urgentes durante este período.
Entre 1971 y 1974, ya en manos del Municipio de São Paulo, el derecho de uso del inmueble fue cedido a dos instituciones privadas, el Instituto Genealógico Brasileiro y la Academia Paulista de Direito. En 1976, luego de dos años de abandono, la casa pasó a ser objeto de estudio para la elaboración de un proyecto de restauración, a cargo de técnicos del Departamento de Patrimonio Histórico de la recién creada Secretaría Municipal de Cultura. En ese año se instaló un proyecto de restauración que resultó en el decapado de muchas capas de pintura, lo que permitió el hallazgo de información sobre las diversas remodelaciones del edificio, así como el hallazgo de pinturas decorativas que pudieron ser recuperadas. Los trabajos incluyeron la prospección de la mampostería y los techos, lo que permitió recabar información sobre las distintas remodelaciones sufridas por el edificio y el hallazgo de murales en varias salas. Las obras de restauración concluyeron en julio de 1980 y el inmueble pasó a ser sede de la Dirección de Patrimonio Histórico y, posteriormente, de la Secretaría Municipal de Cultura.

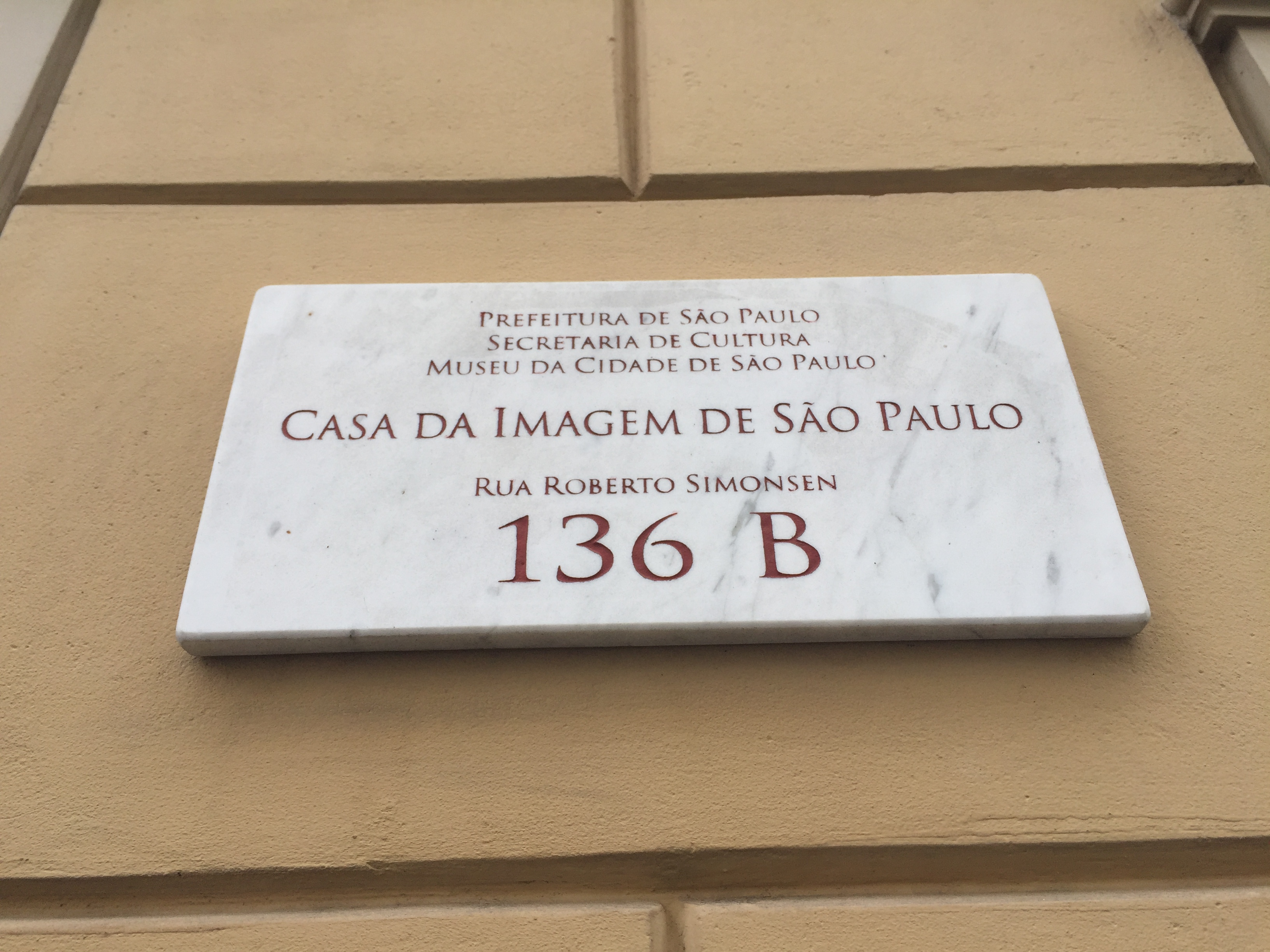
Placa de dirección de la Casa Número Uno y actual Casa da Imagem

En 1985, la Casa Número Uno fue cerrada por obras de emergencia, las cuales, sin embargo, recién se iniciaron tres años después. En 1990, el edificio pasó a ser la sede del Archivo Histórico Municipal, que ocupó el espacio durante diez años. Durante esta última renovación, se reemplazó toda la carpintería y herrajes externos comprometidos y se reconstruyó una pared que se había derrumbado en 1985. También se reemplazó el piso cerámico tipo lajotão por uno de alta resistencia y se recuperaron los herrajes de los marcos externos. En el patio interior se construyó una claraboya de hierro anodizado y vidrio.
En 2006 se elaboró un nuevo proyecto de arquitectura, conservación y restauración de la Casa Número Uno. Las obras comenzaron en 2009 y finalizaron en noviembre de 2011, cuando el edificio fue entregado al público y abierto a visitas gratuitas.
Con la creación del Museo de la ciudad de São Paulo en 1993, la "Casa Número Uno" pasó a formar parte de la red de edificios históricos que componen la institución. El inmueble alberga hoy el núcleo conceptual y administrativo de la red, función compartida con los edificios vecinos (Solar da Marquesa de Santos y Beco do Pinto) y también con la Casa da Imagem, institución encargada de ampliar, conservar y custodiar el acervo iconográfico de la alcaldía de São Paulo compuesta por un acervo de cerca de 84 mil fotografías.

## Arquitectura

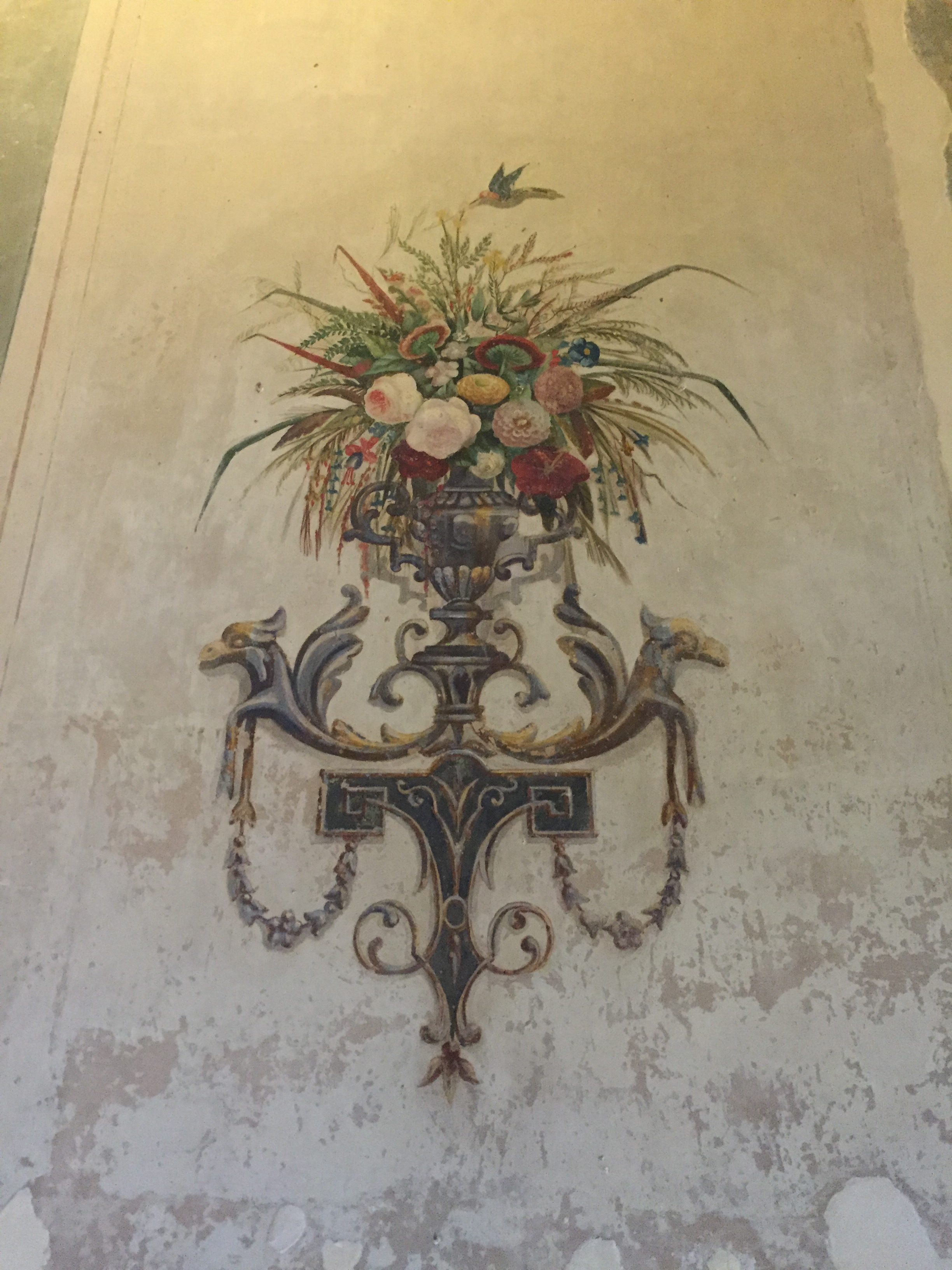
Detalles de los diseños originales de las paredes de la residencia.

El edificio de la Casa Número Uno es bastante diferente, en comparación con otras residencias en la ciudad de São Paulo. Esto se debe precisamente a que su apariencia es similar a los chalés, una de las manifestaciones del eclecticismo en la capital.
Los chalés surgieron en Europa, bajo el romanticismo de principios del siglo XIX, y se inspiraron en las casas de campo de las regiones alpinas, como Suiza, por ejemplo. En Brasil, los chalés no forman parte de la idealización romántica de la vida agraria, sino del paisaje urbano a través de edificios con techos de lambrequinado, propios de este lenguaje arquitectónico.
la Casa Número Uno es un adosado de tres plantas, ubicado en la alineación del lote, sin retranqueos laterales. El techo tiene un hastial frontal en forma reducida de un ático lambrequined para completar el frontispicio. Los muros de la casa son de mampostería de ladrillo autoportante.
La fachada de la residencia se destaca por los mostradores con carpintería metálica con pasamanos, los rellenos de arco completo en la planta baja, los marcos de pino de Riga, las puertas de madera artesonadas y, principalmente, por los lambrequines de madera del techo.
Cabe destacar los ambientes internos que aún conservan parte de sus antiguos elementos originales, como los pisos o tarimas de baldosas hidráulicas, forros de faldones y camisas, escaleras de madera con balaustradas y las pinturas de las paredes, que a pesar de no coincidir aún se distinguen muy bien.

## Importancia histórica y cultural
La Casa Número Uno tiene una protección patrimonial (Decreto 26.818/88) que derribó todo el conjunto de edificios alrededor del Pátio do Colégio. Esta protección fue concedida por Jânio da Silva Quadros, entonces alcalde de la ciudad de São Paulo, con el argumento de que era un deber público preservar los lugares de valor histórico, así como su entorno. Por lo tanto, en vista del potencial ambiental del Pátio do Colégio, su patrimonio construido, los aspectos históricos y paisajísticos, la importancia arquitectónica por ser un edificio construido hace más de un siglo y presentar una dimensión simbólica que se refiere al hito inicial de São Paulo., se catalogaron el Pátio do Colégio y sus alrededores.
La Casa Número Uno es parte de este entorno, sin embargo, el edificio en sí está en proceso de ser catalogado por Conpresp desde 1992.
Durante las excavaciones en el sitio de la Casa Número 1, se encontró una mayor cantidad de fragmentos de loza que los edificios vecinos como Solar da Marquesa y Beco do Pinto, así como de mayor calidad y variedad. Entre los fragmentos se encuentran loza inglesa fina blanca sin decoración, loza portuguesa, loza fina con varias decoraciones, porcelana blanca y europea. La fecha de la loza se estima entre 1800 y 1900. Usando el cálculo del Sur (Fórmula de la Fecha Media de Cerámica), el período de mayor densidad ocupacional sería 1843. A pesar de que los pobladores pertenecen a la élite de la ciudad, durante los estudios de estos fragmentos se identificó la ausencia de vajillas ornamentales, decorativas o de alto costo.

## Estado actual
Actualmente, la Casa Número Uno es también Casa da Imagem. Esa integración comenzó en 2006, cuando la ciudad de São Paulo, a través de la Secretaría Municipal de Cultura, inició la estructuración de la Casa da Imagem. Fue entonces cuando las obras comenzaron en 2009 y finalizaron en 2011, año en que la Casa fue abierta al público para la visita libre de los interesados.
Casa da Imagem es una institución dedicada a la memoria fotográfica de São Paulo. Es decir, funciona como la Colección Iconográfica de la capital y promueve la conservación, investigación y difusión de fotografías. Además, la residencia también desarrolla acciones para mantener en la memoria del público algunas imágenes documentales de la ciudad. La Casa da Imagem está vinculada al Museo de la ciudad de São Paulo, donde integra los Trece Edificios Históricos que representan la evolución de las diversas técnicas de construcción de la ciudad.
Con el objetivo de valorizar y hacer accesibles los acervos fotográficos, la Municipalidad de São Paulo y la Secretaría Municipal de Cultura desarrollaron un amplio programa. En total, son unas 84 000 fotografías que fueron objeto de una intervención de conservación preventiva y se mantuvieron en una reserva técnica.
Para albergar la Casa da Imagem, la Casa Número Uno pasó por trabajos de restauración.

## Galería

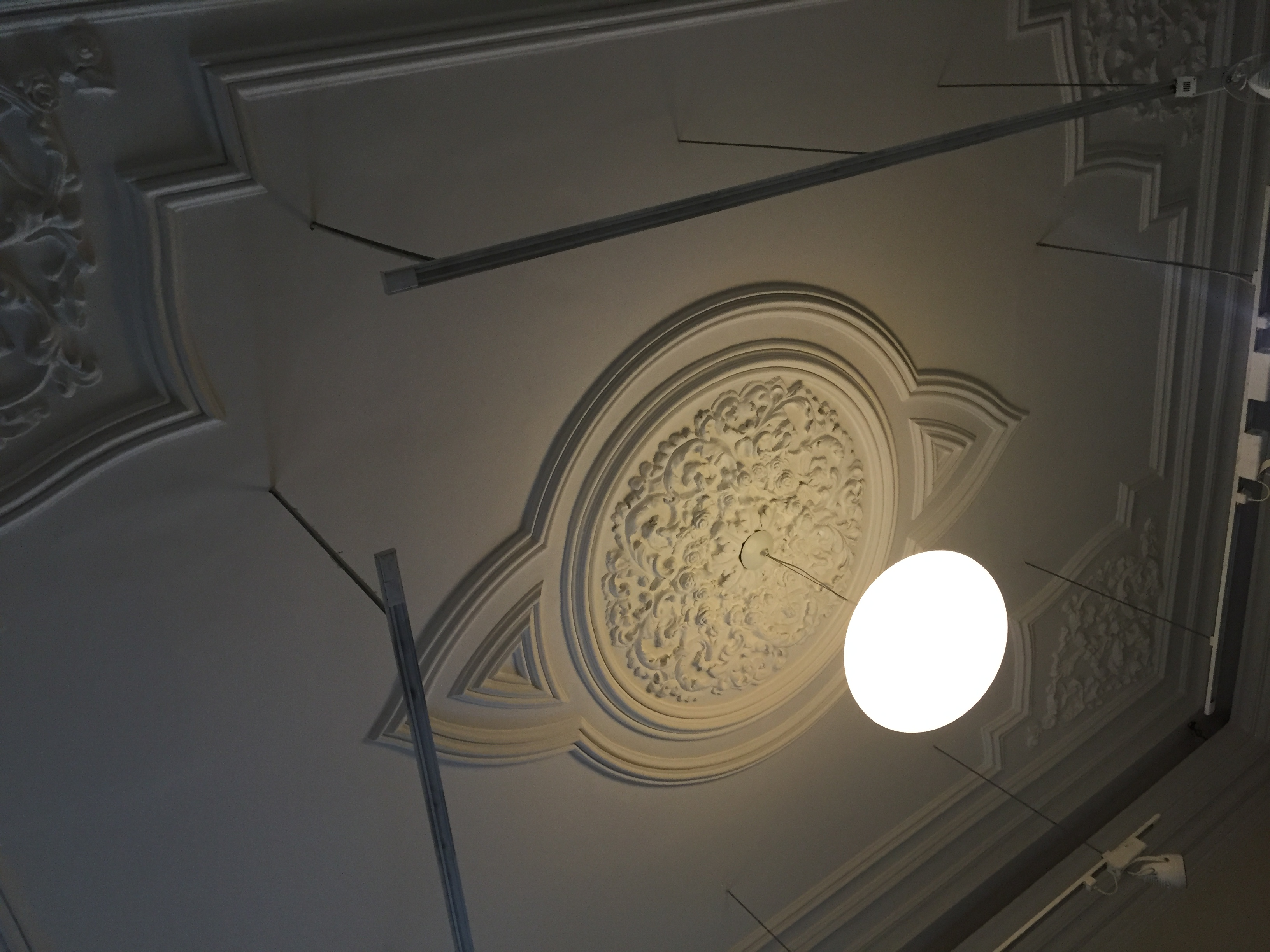
Detalles de la restauración del techo
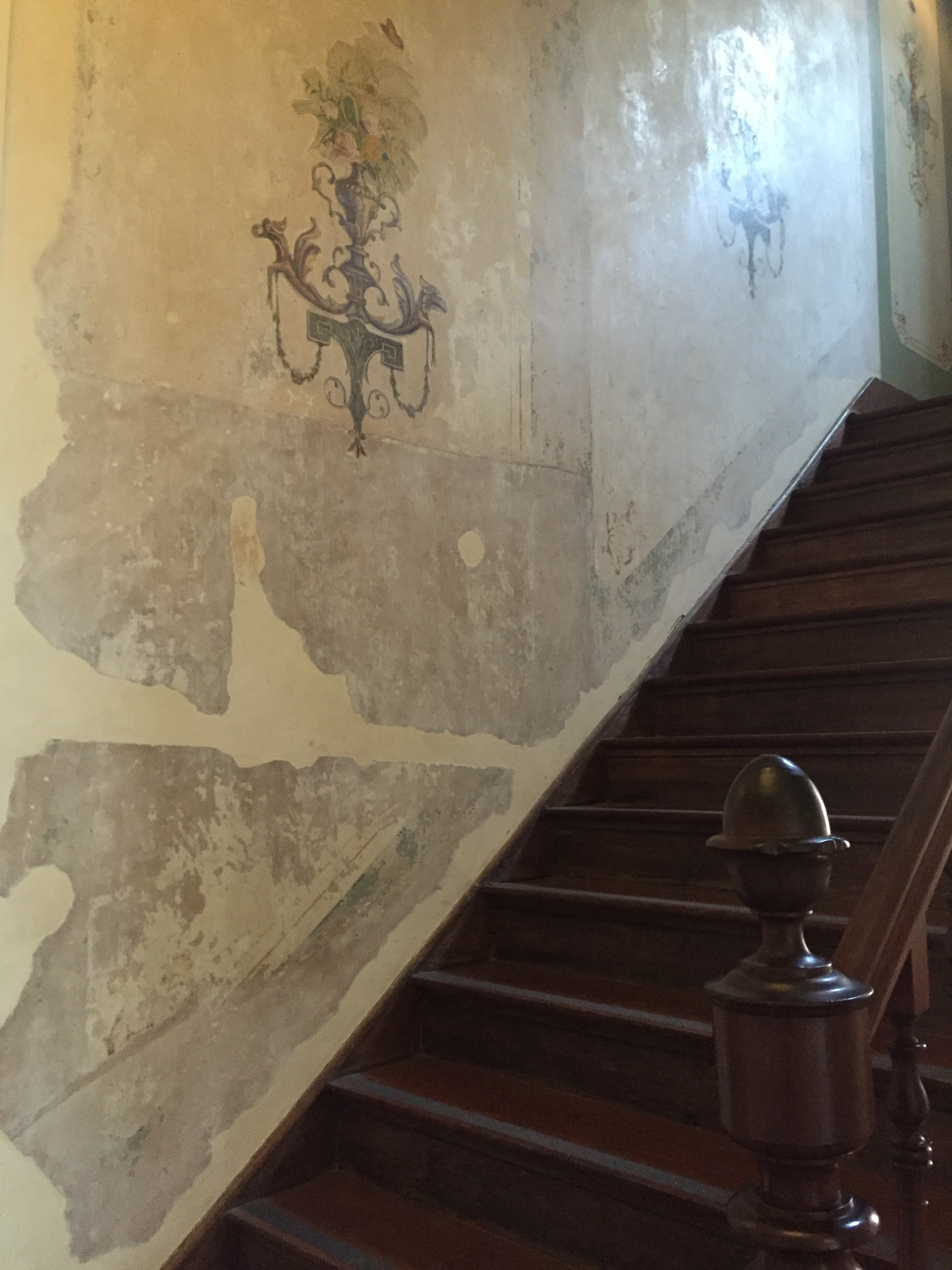
detalles de la escalera de madera
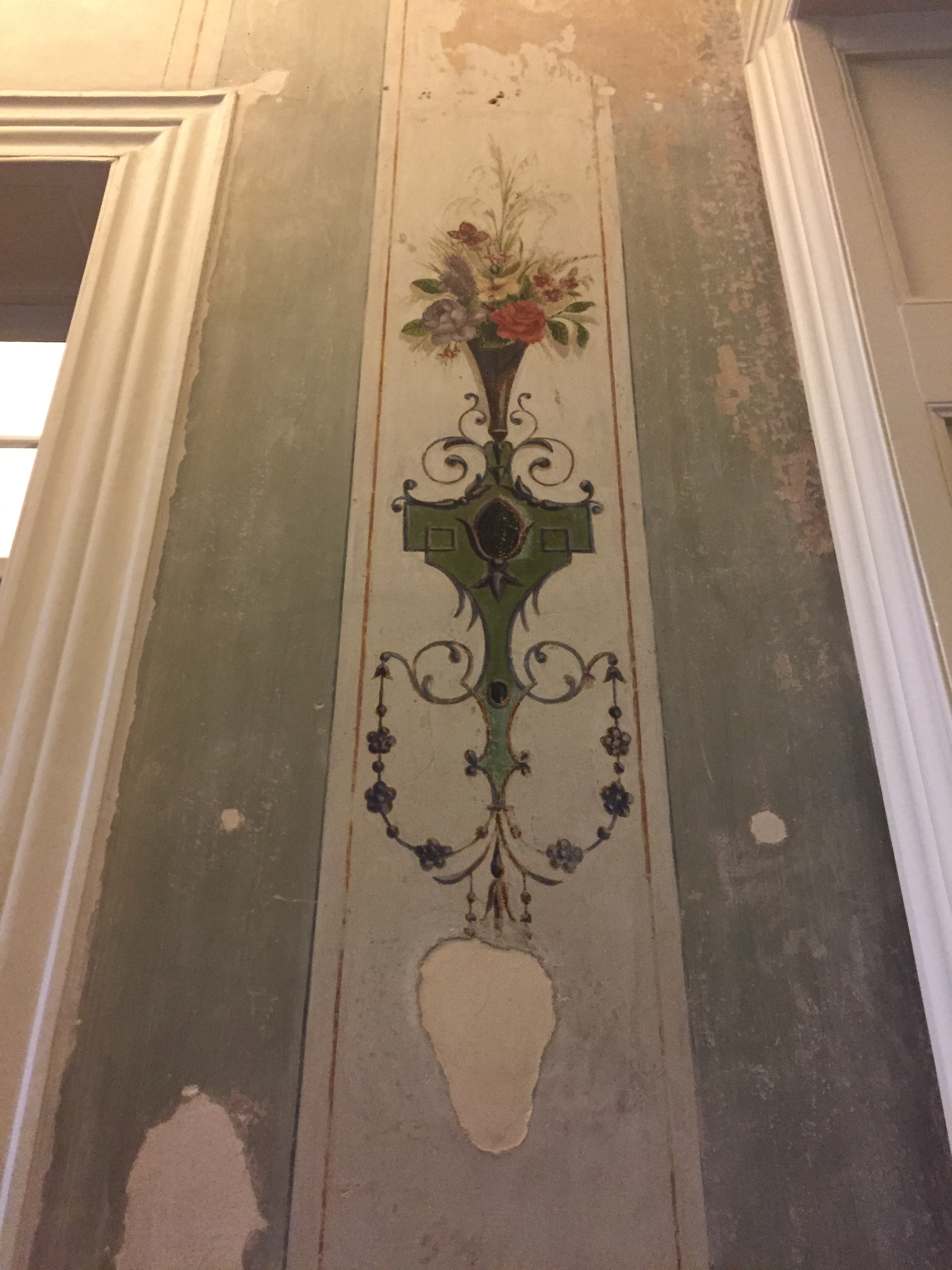
detalles originales de la pared
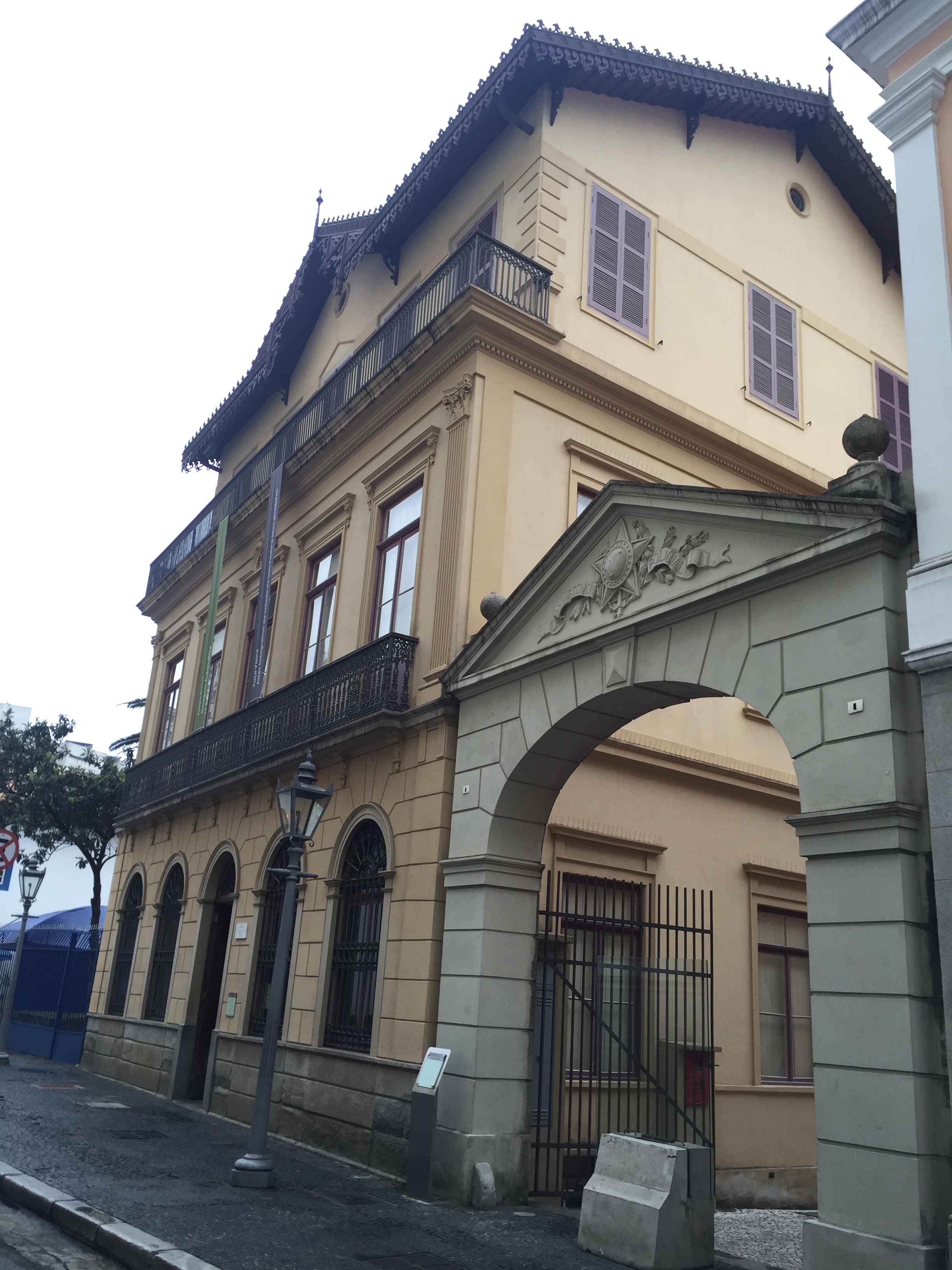
Casa Número Uno y Beco do Pinto